# ریوردیل پارک (کالیفرنیا)
ریوردیل پارک (به انگلیسی: Riverdale Park) یک منطقهٔ مسکونی در ایالات متحده آمریکا است که در شهرستان استانیسلاس، کالیفرنیا واقع شده‌است. ریوردیل پارک ۳٫۸۳۹ کیلومتر مربع مساحت و ۱٬۱۲۸ نفر جمعیت دارد و ۲۱ متر بالاتر از سطح دریا واقع شده‌است.